# Wingles
Wingles (Nederlands: Westerwinkel) is een gemeente in het Franse departement Pas-de-Calais (regio Hauts-de-France). De plaats maakt deel uit van het arrondissement Lens. Wingles telde op 1 januari 2022 8.734 inwoners.
De naam was oorspronkelijk meer Vlaamsklinkend; in de 11e eeuw schreef men Wistrewingles (Westerwinkel).

## Geografie
De oppervlakte van Wingles bedroeg op 1 januari 2022 5,93 vierkante kilometer; de bevolkingsdichtheid was toen 1.472,8 inwoners per km².

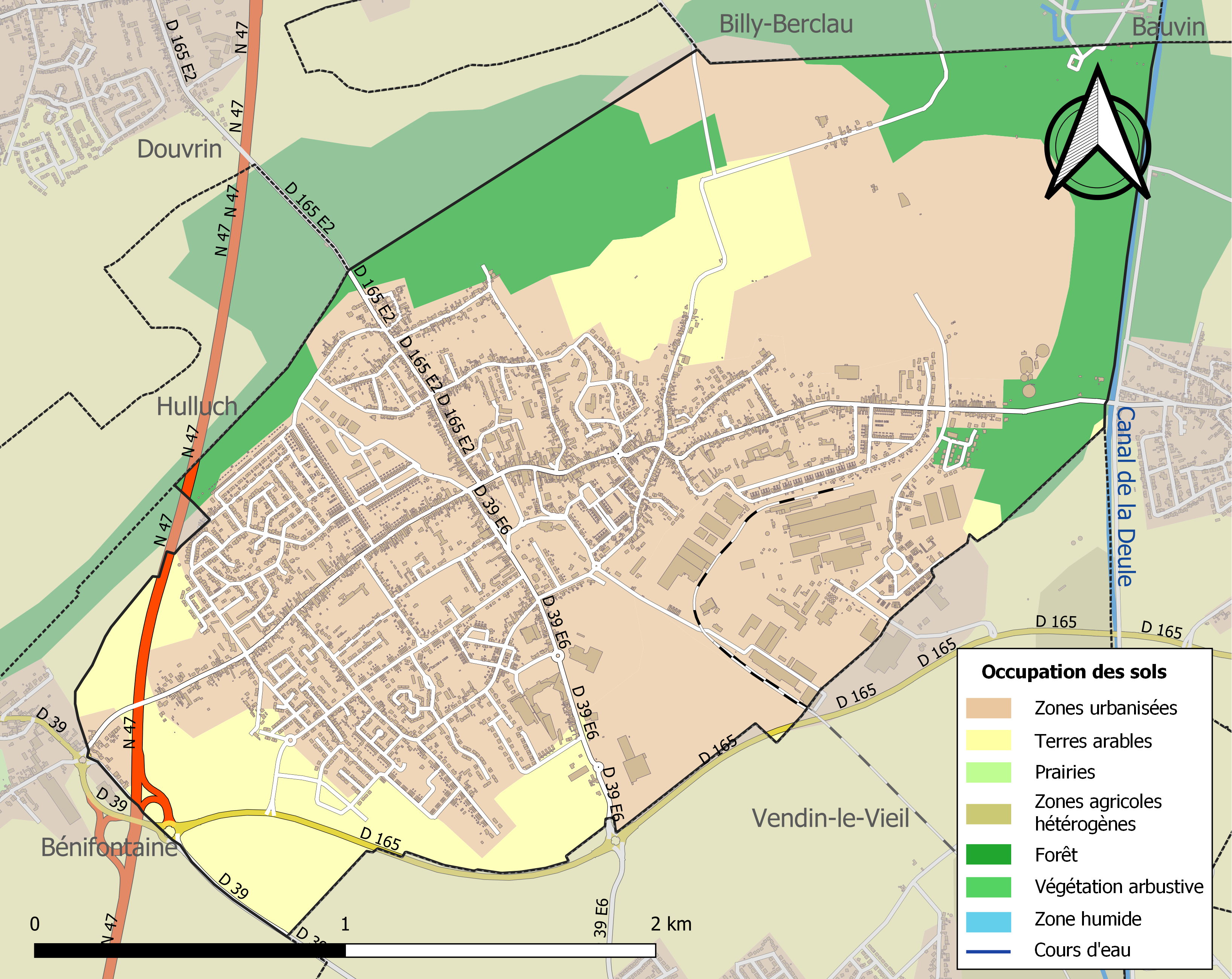
Kaart van de gemeente met belangrijkste infrastructuur, bodemgebruik en omliggende gemeenten

## Demografie
Onderstaande figuur toont het verloop van het inwonertal (bron: INSEE-tellingen).

## Bekende inwoners
- Emilienne Moreau (1898-1971), verzetsstrijder